# KAC SR-25
Das SR-25 ist ein Designated Marksman Rifle aus den USA, das von der Knight’s Armament Company (KAC) hergestellt wird. Die Abkürzung steht für Stoner Rifle 25.

## Entwurf
Die Waffe entstand im Anliegen, die Feuerkraft eines Selbstladegewehrs mit der Präzision eines klassischen Zylinderverschluss-Repetierers zu verbinden. Selbstladegewehre bieten zwar die Möglichkeit schneller Schussfolge, da nicht manuell nachgeladen werden muss und die Zielauffassung beim Repetieren nicht unterbrochen wird. Die Genauigkeit wird aber durch die Gasentnahme für den Lademechanismus und das Zurückwerfen des Verschlusses während der Schussabgabe beeinträchtigt. Bei Zylinderverschlussgewehren hingegen bewegt sich nach der Betätigung des Abzuges als einziges Waffenteil der Schlagbolzen.
Grundlage der Entwicklung war das AR-10 von Eugene Stoner. Es ist somit Teil der Waffenfamilie, die auch das M16 umfasst, wobei viele kaliberunabhängige Bauteile austauschbar sind.
Entsprechend den Ausschreibungen verschiedener Waffengattungen des amerikanischen Militärs entstanden verschiedene Varianten, die offiziell in die Ausrüstung übernommen wurden:
| Modell      | Auftrag         | Länge (mm) | Gewicht (kg) |
| ----------- | --------------- | ---------- | ------------ |
| SR-25M      | US Marine Corps | 1118       | 4,31         |
| MK 11 Mod 0 | US Navy         | 1158       | 6,9          |
| M110        | US Army         | 1180       | 7,26         |

## Technik

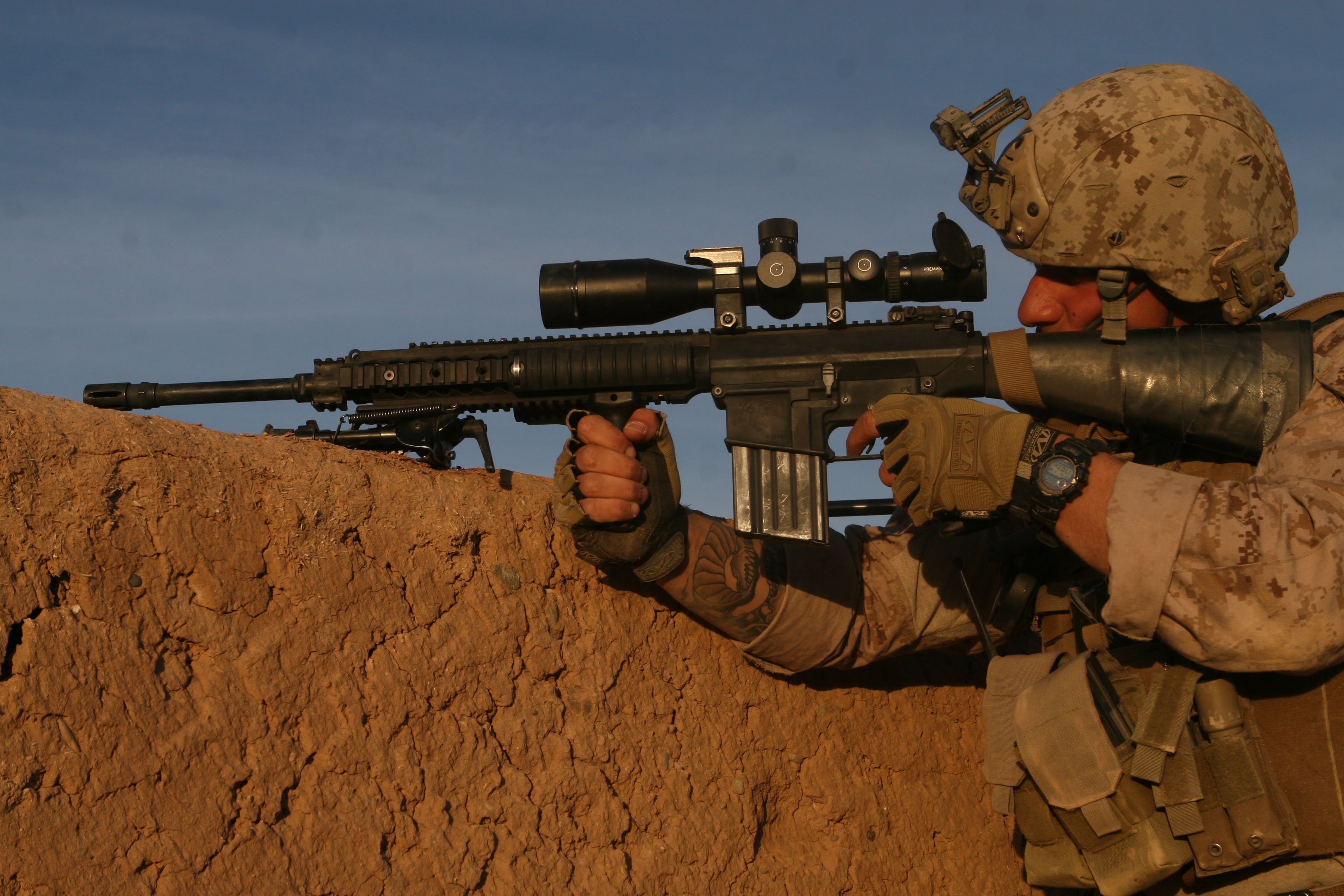
US-Marine mit KAC SR-25 in Afghanistan

Das SR-25 arbeitet wie die Ausgangsmodelle als Gasdrucklader mit direkter Einwirkung der Pulvergase auf den Verschlussträger; ein Gaskolben ist nicht vorhanden. Eine Schließhilfe (forward assist) wie beim M16 entfiel, ein offenes Visier fehlt ebenso. Zielfernrohre sowie Nachtsichtgeräte werden an Picatinny-Schienen montiert. An der Laufmündung kann ein Schalldämpfer angebracht werden, der den Schussknall zwar nicht völlig aufheben, ihn jedoch diffuser gestalten und zusammen mit der Unterdrückung des Mündungsfeuers die Ortung des Schützen durch den Gegner erschweren kann.
Das Gewehr wurde modifiziert und ersetzt als M110 SASS den Repetierer M24 und verschießt wie jenes NATO-Munition im Kaliber 7,62 mm. Um vollwertiger Ersatz für das M24 zu sein, erreicht es (bei Verwendung präziser Match-Laborierungen) eine Genauigkeit von weniger als einer Winkelminute. Der Lauf ist so am Systemgehäuse montiert, dass er ohne Berührung des Vorderschaftes frei schwingen kann.